# Сепп'яна
Сепп'яна (італ. Seppiana, п'єм. Sapiana) — колишній муніципалітет в Італії, у регіоні П'ємонт,  провінція Вербано-Кузіо-Оссола. З 1 січня 2016 року Сепп'яна є частиною новоствореного муніципалітету Боргомеццавалле.
Сепп'яна розташований на відстані близько 580 км на північний захід від Рима, 120 км на північ від Турина, 28 км на північний захід від Вербанії.
Населення — 155 осіб (2014).
Щорічний фестиваль відбувається 7 грудня. Покровитель — Sant'Ambrogio.

## Демографія
Населення за роками:

Станом на 31 грудня 2014 року в муніципалітеті офіційно проживало 6 іноземців з 2 країн, серед них 5 громадян України.

## Сусідні муніципалітети
- Каласка-Кастільйоне
- Монтескено
- Палланцено
- Віганелла
- Вілладоссола